# Begonia guaniana
Espèce
Begonia guaniana est une espèce de plantes de la famille des Begoniaceae.